# فرن پرز (بازیکن فوتبال، زاده ۱۹۹۲)
فرن پرز (انگلیسی: Fran Pérez؛ زادهٔ ۱۰ فوریهٔ ۱۹۹۲) بازیکن فوتبال اهل اسپانیا است.
از باشگاه‌هایی که در آن بازی کرده‌است می‌توان به باشگاه فوتبال ژیرونا اشاره کرد.